# 尸棄佛
尸棄佛（梵：Śikhin，巴利：Sikhī，梵音轉寫ཤིཁིནྲ།，藏文གཙུག་ཏོར་ཅན།），又曾譯作式棄佛、式詰佛。以現代漢語發音，梵語音近似為師勤，巴利語音近似為昔奇（中國北部方言“昔”字發音更準確）。《大論》作嚴那尸棄佛，意譯曰寶頂佛、螺髻佛、持髻佛、頂髻佛。過去三十劫（一劫為13億4千萬年）有佛，過去七佛的第二佛。姓拘鄰，名尸棄如來，出生於剎帝利家庭。一日於芬陀利樹下成佛。舉行過三次說法集會，第一次有十萬弟子參加，第二次有八萬弟子，第三次有七萬弟子。壽命六十千劫。